# Malaxis maianthemifolia
Malaxis maianthemifolia là một loài thực vật có hoa trong họ Lan. Loài này được Cham. & Schltdl. mô tả khoa học đầu tiên năm 1831.